# Denis Malinin
Denis Igorevich Malinin (en ruso: Денис Игоревич Малинин) (Pavlodar, RSS de Kazajistán, 11 de junio de 1983) es un futbolista kazajo. Juega de delantero y su equipo actual es el FC Irtysh Pavlodar de la Super Liga de Kazajistán.

## Selección nacional
Ha sido internacional con la Selección de fútbol de Kazajistán en una ocasión.

## Clubes
| Club                         | País       | Año       |
| ---------------------------- | ---------- | --------- |
| FC Irtysh Pavlodar           | Kazajistán | 1999      |
| FC Lokomotiv Moscú           | Rusia      | 2003      |
| FC Luch-Energiya Vladivostok | Rusia      | 2004      |
| FC Nika Moscú                | Rusia      | 2005-2006 |
| FC Zelenograd                | Rusia      | 2007      |
| FK Vėtra                     | Lituania   | 2007      |
| FC Zhemchuzhina-Sochi        | Rusia      | 2008      |
| FC Irtysh Pavlodar           | Kazajistán | 2009-     |